# 平山李氏
平山李氏（ピョンサンニし、朝鮮語: 평산이씨）は、朝鮮の氏族の一つ。本貫は黄海道平山郡である。2015年の調査では、3,271人である。
始祖の李敷明は中国・唐の薛仁貴が新羅に派遣した8人の弟子の1人であり、後に平山に定着し、学問を教え、四門博士と称された。

## 集姓村
- 江原道金化郡近北面城岩里
- 黄海道延白郡銀川面玉山里
- 黄海道開豊郡嶺南面龍興里
- 黄海道開豊郡南面[2]